# Amblyomma latum
Amblyomma latum (лат.) — вид клещей из семейства иксодовых (Ixodidae).

## Распространение
A. latum распространён почти по всему африканскому континенту, от Сенегала на западе до Эфиопии на востоке, и от Египта на севере до Южно-Африканской Республики на юге. A. latum был также зарегистрирован в Азии (Индия, Шри-Ланка и Йемен).
Случай заноса в Польшу
В партии рептилий, отправленных из Ганы в Польшу, предназначенной для разведения в террариумах, было обнаружено 1068 клеща A. latum на королевских питонах (Python regius), также два клеща — на степном варане (Varanus exanthematicus).

## Экология
Хозяева A. latum — рептилии: аспиды (Elapidae), ужеобразные (Colubridae), гадюковые (Viperidae), ложноногие (Boidae), питоны (Pythonidae), сухопутные черепахи (Testudinidae), ящерицы (Lacertilia), сцинки (Scincidae) и вараны (Varanidae). Также клещи были обнаружены на насекомоядных млекопитающих и мелких грызунах. Все стадии развития A. latum могут питаться на одном хозяине.

## Эпидемиологическое значение
Вероятно, A. latum участвует в передаче Ehrlichia ruminantium.